# Giro del Trentino 1990
Il Giro del Trentino 1990, quattordicesima edizione della corsa, si svolse dal 7 al 10 maggio su un percorso di 668 km ripartiti in 4 tappe, con partenza ad Arco e arrivo a Trento. Fu vinto dall'italiano Gianni Bugno della Chateau d'Ax davanti al lettone Piotr Ugrumov e al venezuelano Leonardo Sierra.

## Tappe
| Tappa  | Data      | Percorso                      | km  | Vincitore di tappa | Leader cl. generale |
| ------ | --------- | ----------------------------- | --- | ------------------ | ------------------- |
| 1ª     | 7 maggio  | Arco > Riva del Garda         | 120 | Olaf Jentzsch      | Olaf Jentzsch       |
| 2ª     | 8 maggio  | Torbole sul Garda > Caderzone | 170 | Adriano Baffi      | Piotr Ugrumov       |
| 3ª     | 9 maggio  | Strembo > Passo del Tonale    | 168 | Gianni Bugno       | Gianni Bugno        |
| 4ª     | 10 maggio | Vermiglio > Trento            | 210 | Franco Chioccioli  | Gianni Bugno        |
| Totale | Totale    | Totale                        | 668 |                    |                     |

## Dettagli delle tappe

### 1ª tappa
- 7 maggio: Arco > Riva del Garda – 120 km

| Pos. | Corridore       | Squadra  | Tempo    |
| ---- | --------------- | -------- | -------- |
| 1    | Olaf Jentzsch   | IOC      | 3h00'45" |
| 2    | Piotr Ugrumov   | Alfa Lum | s.t.     |
| 3    | Dmitrij Konyšev | Alfa Lum | s.t.     |

| Pos. | Corridore     | Squadra | Tempo |
| ---- | ------------- | ------- | ----- |
| 1    | Olaf Jentzsch | IOC     |       |

### 2ª tappa
- 8 maggio: Torbole sul Garda > Caderzone – 170 km

| Pos. | Corridore       | Squadra    | Tempo    |
| ---- | --------------- | ---------- | -------- |
| 1    | Adriano Baffi   | Ariostea   | 4h23'52" |
| 2    | Mario Cipollini | Del Tongo  | s.t.     |
| 3    | Danilo Gioia    | Gis Gelati | s.t.     |

| Pos. | Corridore     | Squadra  | Tempo |
| ---- | ------------- | -------- | ----- |
| 1    | Piotr Ugrumov | Alfa Lum |       |

### 3ª tappa
- 9 maggio: Strembo > Passo del Tonale – 168 km

| Pos. | Corridore       | Squadra      | Tempo    |
| ---- | --------------- | ------------ | -------- |
| 1    | Gianni Bugno    | Chateau d'Ax | 4h35'26" |
| 2    | Leonardo Sierra | Selle Italia | s.t.     |
| 3    | Piotr Ugrumov   | Alfa Lum     | s.t.     |

| Pos. | Corridore    | Squadra      | Tempo |
| ---- | ------------ | ------------ | ----- |
| 1    | Gianni Bugno | Chateau d'Ax |       |

### 4ª tappa
- 10 maggio: Vermiglio > Trento – 210 km

| Pos. | Corridore         | Squadra   | Tempo    |
| ---- | ----------------- | --------- | -------- |
| 1    | Franco Chioccioli | Del Tongo | 5h14'08" |
| 2    | Johan Bruyneel    | Lotto     | a 30"    |
| 3    | Angelo Lecchi     | Del Tongo | a 34"    |

| Pos. | Corridore       | Squadra      | Tempo     |
| ---- | --------------- | ------------ | --------- |
| 1    | Gianni Bugno    | Chateau d'Ax | 17h14'34" |
| 2    | Piotr Ugrumov   | Alfa Lum     | a 1"      |
| 3    | Leonardo Sierra | Selle Italia | a 6"      |

## Classifiche finali

### Classifica generale
| Pos. | Corridore          | Squadra              | Tempo     |
| ---- | ------------------ | -------------------- | --------- |
| 1    | Gianni Bugno       | Chateau d'Ax         | 17h14'34" |
| 2    | Piotr Ugrumov      | Alfa Lum             | a 1"      |
| 3    | Leonardo Sierra    | Selle Italia-Eurocar | a 6"      |
| 4    | Urs Zimmermann     | 7-Eleven-Hoonved     | a 13"     |
| 5    | Claudio Chiappucci | Carrera-Vagabond     | a 32"     |
| 6    | Claude Criquielion | Lotto-Superclub      | s.t.      |
| 7    | Stefano Tomasini   | Malvor-Sidi          | a 34"     |
| 8    | Joachim Halupczok  | Diana-Colnago-Animex | a 35"     |
| 9    | Maurizio Vandelli  | Gis Gelati-Benotto   | a 38"     |
| 10   | Johan Bruyneel     | Lotto-Superclub      | a 58"     |